# Alkyn
Alkyner er en gruppe af kulbrinter, der indeholder mindst én tripelbinding mellem to carbonatomer og har molekylformlen CnH2n-2. Alkyner er traditionelt kendt som acetylener, som også er et populært navn for den mest simple alkyn, acetylen (ethyn).

## Kemiske egenskaber
Modsat alkaner og i mindre grad alkener er alkyner reaktive og ustabile, idet tripelbindingen kan udnyttes til at addere flere atomer. Også substitutionsreaktioner kan laves med alkyner.